# Додавання

3 + 2 = 5, задача з яблуками, популярна в підручниках

Додавання (зазвичай позначається знаком плюс +) — одна з чотирьох основних арифметичних дій, іншими трьома є віднімання, множення та ділення. Додавання двох цілих чисел дає в результаті суму цих значень. Приклад на зображенні поруч показує два стовпці з трьома та двома яблуками, тобто п'ятьма яблуками. Це спостереження еквівалентно математичному виразу «3 + 2 = 5» (тобто «3 плюс 2 дорівнює 5»).
Окрім підрахунку елементів, додавання також можна визначити та виконати без посилання на конкретні об'єкти, використовуючи натомість абстракції, які називаються числами, наприклад цілі числа, дійсні числа та комплексні числа. Додавання належить до арифметики, розділу математики. В алгебрі, іншому розділі математики, додавання також можна виконувати на абстрактних об'єктах, таких як вектори, матриці, підпростори та підгрупи.
Додавання має кілька важливих властивостей. Воно комутативне, тобто порядок операндів не має значення, і воно асоціативне, тобто коли додається більше двох чисел, порядок додавання не має значення. Процес повторного додавання 1 еквівалентний підрахунку (див. наступний елемент). Додавання 0 не змінює числа. Додавання також підкоряється правилам, пов'язаним із спорідненими операціями, такими як віднімання та множення.
Виконання додавання є однією з найпростіших числових операцій. Додавання малих чисел доступне навіть дітям ясельного віку; найпростіше завдання, 1 + 1, можуть виконувати немовлята віком від п'яти місяців і навіть деякі представники інших видів тварин. У початковій школі учнів вчать додавати числа в десятковій системі, починаючи з однозначних чисел і поступово переходячи до більш складних завдань. Механічні допоміжні засоби варіюються від стародавніх рахівниць до сучасних комп'ютерів, де дослідження найбільш ефективних реалізацій додавання все ще тривають.

## Позначення та термінологія

Знак плюс

Додавання записується з використанням знаку плюс «+» між доданками; така форма запису називається інфіксною нотацією. Результат записується з використанням знаку рівності. Наприклад,
{\displaystyle 1+2=3} («один плюс два дорівнює три»)
{\displaystyle 5+4+2=11} (див. «асоціативність» нижче)
{\displaystyle 3+3+3+3=12} (див. «множення» нижче)

Додавання у стовпчик — числа в стовпчику додаються, а сума записується під знаком підкреслення.

Також існують ситуації, коли «зрозуміло», що відбувається додавання, навіть якщо символ додавання не вказано:
- ціле число, за яким відразу йде дріб, вказує на суму цих двох виразів і називається змішаним числом[4]. Наприклад,{\displaystyle 3{\frac {1}{2}}=3+{\frac {1}{2}}=3.5.} Це позначення може викликати плутанину, оскільки в більшості інших контекстів, написання величин поряд[en] означає множення[5].

Сума ряду чисел виражається за допомогою сигма-нотації, яка компактно позначає ітерацію. Наприклад,
{\displaystyle \sum _{k=1}^{5}k^{2}=1^{2}+2^{2}+3^{2}+4^{2}+5^{2}=55.}

### Доданки
Числа або об'єкти, які потрібно додати в загальній операції додавання, разом називаються доданками; в англійські мові — англ. terms,  англ. addends або англ. summands; ця термінологія поширюється на додавання кількох доданків.
Доданки слід відрізняти від множників, які є операндами множення.
Деякі автори називають перший доданок англ. augend. Насправді в епоху Відродження, багато авторів взагалі не вважали перший доданок «доданком». У наш час, завдяки комутативній властивості додавання, термін англ. augend використовується рідко, і обидва члени зазвичай називаються англ. addends.
Уся наведена вище англійська термінологія походить від латинської мови. Англійські слова «addition» і «add» походять від латинського дієслова addere, яке в свою чергу складається з ad і dare («давати»), від слова з праіндоєвропейським коренем *deh₃- («давати»); таким чином англ. add означає давати. Використання суфікса герундива -nd призводить до англ. addend («те, що потрібно додати»). Так само від augere («збільшувати»), утворюється augend («те, що потрібно збільшити»).
англ. Sum та англ. summand походять від латинського іменника summa («найвищий, вершина») та пов'язаного з ним дієслова summare. Це доречно не лише тому, що сума двох додатних чисел більша за будь-яке з них, а й тому, що стародавні греки та римляни зазвичай записували додавання знизу вгору, на відміну від сучасної практики написання додавання зверху вниз, так що сума була буквально зверху доданків.

Ілюстрація, перемальована з The Art of Nombryng, одного з перших англійських арифметичних текстів, 15 століття.

Addere та summare датуються принаймні до Боеція, якщо не більш ранніх римських письменників, таких як Вітрувій і Фронтін; Боецій також використовував кілька інших термінів для операції додавання. Пізніші терміни середньоанглійської мови adden і adding були популяризовані Чосером.
Знак плюс «+» (Юнікод: U+002B; ASCII: &#43;) є абревіатурою латинського слова et, що означає «і». Він зустрічається в математичних роботах, датованих принаймні 1489 роком.

## Інтерпретації
Додавання використовується для моделювання багатьох фізичних процесів. Навіть для простого випадку додавання натуральних чисел існує багато різних інтерпретацій і навіть більше способів візуального представлення.

### Об'єднання множин

Одна множина містить 3 фігури, інша — 2. Загальна кількість фігур становить 5, що є наслідком додавання об'єктів із двох множин (3 + 2 = 5).

Мабуть, найпростішою інтерпретацією додавання є об'єднання множин:
- Коли дві або більше непересічних колекцій об'єднуються в одну колекцію, кількість об'єктів в об'єднаній колекції є сумою кількості об'єктів у вихідних колекціях.

Цей варіант інтерпретації легко візуалізувати, з мінімальним ризиком двозначності. Він також використовується у вищій математиці (див. більш строге визначення, натхненне цією інтерпретацією: § Натуральні числа). Однак неочевидно, як цю інтерпретацію додавання можна поширити на дроби та від'ємні числа.
Один із можливих підходів полягає в тому, щоб розглянути колекції об'єктів, які можна легко розділити на частини, наприклад торти або, навіть краще, стрижні, які можна розділити на сегменти. Замість того, щоб просто поєднувати колекції сегментів, стрижні можна з'єднати кінцями, що ілюструє інше розуміння додавання: додаються не стрижні, а їх довжини.

### Додавання на числовій прямій
Інша інтерпретація трактує додавання як переміщення на величину, що додається:
Коли початкова позиція переміщується на додану довжину, отримана нова позиція дорівнює сумі вихідної позиції та довжини, доданої до неї.
Суму a + b можна інтерпретувати як бінарну операцію об'єднання a і b в алгебраїчному сенсі, також її можна інтерпретувати як додавання b одиниць до числа a. В останній інтерпретації частини суми a + b мають асиметричні ролі, а операція a + b розглядається як застосування унарної операції +b до числа a. 
Замість того, щоб називати обидва числа a і b доданками, більш доречним було б називати  a збільшуваним числом (англ. augend) в цьому випадку, оскільки  a має пасивну роль. Цей підхід також може бути корисним при обговоренні віднімання, адже кожна унарна операція додавання має зворотну унарну операцію віднімання і навпаки.

## Властивості

### Комутативність

Візуалізація 4 + 2 = 2 + 4 за допомогою блоків

Додавання є комутативним: перестановка доданків не змінює суму. У символьному записі: якщо a і b — будь-які два числа, то
a + b = b + a.
Комутативність додавання відома під назвою «комутативний закон додавання» або «комутативна властивість додавання». Деякі інші бінарні операції є комутативними, наприклад множення, але багато інших, наприклад віднімання та ділення, не є комутативними.

### Асоціативність

Візуалізація 2 + (1 + 3) = (2 + 1) + 3 за допомогою стрижнів з сегментами

Додавання є асоціативним: при додаванні трьох і більше чисел порядок виконання дій не змінює результат.
Наприклад, чи має вираз a + b + c означати (a + b) + c або a + (b + c)? З огляду на те, що додавання є асоціативним, вибір одного із запропонованих варіантів не має значення. Для будь-яких чисел a, b, і c виконується рівність (a + b) + c = a + (b + c).
Наприклад, (1 + 2) + 3 = 3 + 3 = 6 = 1 + 5 = 1 + (2 + 3).
Коли додавання використовується разом з іншими операціями, черговість операцій стає важливою. У стандартному порядку операцій додавання має нижчий пріоритет, ніж піднесення до степеня, корінь n-го степеня, множення та ділення, але має рівний пріоритет із відніманням.

### Нейтральний елемент

Ілюстрація додавання 5 + 0 = 5 на прикладі фігури з точками

Якщо додати нуль до будь-якого числа, то значення цього числа не зміниться; нуль — це нейтральний елемент для операції додавання, також відомий як адитивна тотожність (англ. additive identity). У символьному вигляді: для будь-якого a,
a + 0 = 0 + a = a.
Цей закон вперше був описаний Брахмагуптою в його праці «Виправлене вчення про Брахму» в 628 р. н.е., хоча він записав його як три окремих закони: для від'ємних, додатних та нульових значень a, і він використовував слова, а не алгебраїчні символи для його опису. Пізніше індійські математики вдосконалили цю концепцію; близько 840 року Магавіра написав, що «нуль стає таким самим, як те, що до нього додається», що еквівалентно запису 0 + a = a. У 12 столітті Бгаскара II написав: «при додаванні або  відніманні нуля величина, додатна чи від'ємна, залишається незмінною», що відповідає запису a + 0 = a.

### Наступне число
У контексті цілих чисел, додавання одиниці також відіграє особливу роль: для будь-якого цілого числа a ціле число (a + 1) є найменшим цілим числом, більшим за a, також відомим як наступне число після a. Наприклад, 3 є наступним числом після 2, а 7 є наступним числом після 6. Враховуючи цей зв'язок, значення «a» + «b» можна розглядати, як {\displaystyle b}-е наступне число після «а», таким чином, додавання можна визначити як ітеративне послідовне знаходження наступного числа. Наприклад, 6 + 2 буде 8, оскільки 8 йде після 7, яке йде після 6, отже, 8 — це друге наступне число після 6.

### Одиниці вимірювання
Для додавання фізичних величин їх значення слід привести до однакових одиниць вимірювання. Наприклад, якщо додати 50 мілілітрів і 150 мілілітрів, то вийде 200 мілілітрів. Однак, якщо до 5 футів додати 2 дюйми, загальна сума становитиме 62 дюйми, оскільки 60 дюймів еквівалентно 5 футам. З іншого боку, зазвичай немає сенсу додавати 3 метри і 4 квадратних метри, бо ці одиниці вимірювання не можна порівнювати; такі міркування є ключовими в аналізі розмірностей.

## Виконання додавання

### Вроджена здібність
Дослідження розвитку математичних здібностей, які розпочалися в 1980-х роках, розглядали феномен звикання: немовлята довше дивляться на несподівані для них ситуації. Фундаментальний експеримент Карен Вінн у 1992 році з ляльками Міккі Мауса, якими маніпулювали за ширмою, продемонстрував, що п'ятимісячні немовлята очікують, що 1 + 1 буде 2, і вони відносно здивовані, коли в контексті ситуації 1 + 1 еквівалентно або 1 або 3. Пізніше цей результат був підтверджений в інших лабораторіях з використанням різних методів. Інший експеримент 1992 року з дітьми старшого віку, від 18 до 35 місяців, використовував розвиток моторних функцій дітей, дозволяючи їм діставати кульки для настільного тенісу з коробки; наймолодші діти добре справлялися з невеликою кількістю кульок, а старші могли обчислювати суму до 5.
Навіть деякі тварини демонструють обмежену здатність до додавання, особливо примати. Експеримент 1995 року був аналогічний до експерименту Вінн 1992 року, але замість ляльок використовувалися баклажани. Виявилося, що макаки-резус і едипові тамарини демонструють здібності, схожі з людськими немовлятами. Що вражає ще більше, після навчання значенням арабських цифр одна шимпанзе змогла обчислити суму двох цифр без подальшого навчання. Нещодавно було з'ясовано, що індійські слони здатні виконувати базові арифметичні дії.

### Опанування додаванням дітьми
Зазвичай діти спочатку опановують лічбу. Коли діти отримують завдання, яке вимагає поєднання двох і трьох предметів, вони моделюють ситуацію за допомогою фізичних об'єктів, часто пальців або малюнка, а потім підраховують загальну суму. Здобуваючи досвід, вони вивчають або відкривають стратегію «підрахунку»: коли їх просять знайти результат операції «два плюс три», вони перелічують два числа, що йдуть після числа три, промовляючи: «три, чотири, п'ять» (зазвичай загинаючи пальці), і в підсумку отримують п'ять. Ця стратегія здається майже універсальною; діти можуть легко перейняти її у однолітків або вчителів. Більшість дітей самі доходять до цього. 
З додатковим досвідом, діти вчаться додавати швидше, використовуючи комутативність додавання шляхом підрахунку від більшого числа, в цьому випадку, починаючи з трьох та рахуючи: «чотири, п'ять». Згодом діти починають пригадувати певні факти додавання (приклади додавання напам'ять), завдяки досвіду або механічному запам'ятовуванню. Як тільки деякі факти запам'ятовуються, діти починають виводити невідомі факти з відомих. Наприклад, дитина, яка додає шість і сім, може знати, що 6 + 6 = 12, і зробити висновок, що 6 + 7 на один більше, тобто 13. Такі похідні факти можна знайти дуже швидко, і більшість учнів початкової школи зрештою покладаються на суміш завчених і похідних фактів, щоб швидко виконувати дії додавання.
У різних країнах вивчення цілих чисел і арифметики починається в різному віці, у багатьох країнах навчання додавання починається ще в дошкільних закладах. При цьому в усьому світі додавання вчать до кінця першого року початкової школи.

#### Таблиця додавання
Дітям часто пропонують таблицю додавання пар чисел від 0 до 9 для запам'ятовування.
| + | 0 | 1  | 2  | 3  | 4  | 5  | 6  | 7  | 8  | 9  |
| - | - | -- | -- | -- | -- | -- | -- | -- | -- | -- |
| 0 | 0 | 1  | 2  | 3  | 4  | 5  | 6  | 7  | 8  | 9  |
| 1 | 1 | 2  | 3  | 4  | 5  | 6  | 7  | 8  | 9  | 10 |
| 2 | 2 | 3  | 4  | 5  | 6  | 7  | 8  | 9  | 10 | 11 |
| 3 | 3 | 4  | 5  | 6  | 7  | 8  | 9  | 10 | 11 | 12 |
| 4 | 4 | 5  | 6  | 7  | 8  | 9  | 10 | 11 | 12 | 13 |
| 5 | 5 | 6  | 7  | 8  | 9  | 10 | 11 | 12 | 13 | 14 |
| 6 | 6 | 7  | 8  | 9  | 10 | 11 | 12 | 13 | 14 | 15 |
| 7 | 7 | 8  | 9  | 10 | 11 | 12 | 13 | 14 | 15 | 16 |
| 8 | 8 | 9  | 10 | 11 | 12 | 13 | 14 | 15 | 16 | 17 |
| 9 | 9 | 10 | 11 | 12 | 13 | 14 | 15 | 16 | 17 | 18 |

### Десяткова система
Для успішного додавання в десятковій системі потрібно пам'ятати або вміти швидко виводити 100 «фактів (прикладів) додавання» для однорозрядних чисел. Можна механічно заучувати всі факти, але шаблонні стратегії є більш повчальними та ефективнішими для більшості людей:
- Комутативна властивість: використання шаблону a + b = b + a зменшує кількість «фактів про додавання» зі 100 до 55.
- На один чи два більше: додавання 1 або 2 — це базова задача, яку можна вирішити переліченням (підрахунком) або, зрештою, покладаючись на інтуїцію[36].
- Нуль: оскільки нуль є нейтральним елементом для операції додавання (адитивною тотожністю), додавання нуля є тривіальним. Втім, під час вивчення арифметики деяким учням додавання здається процесом, у якому доданки завжди збільшуються; акцент на словесному формулюванні задачі може допомогти зрозуміти «винятковість» нуля[36].
- Подвоєння: додавання числа до самого себе пов'язано з рахуванням по два та з множенням. Шаблонна стратегія подвоєння є основою для багатьох пов'язаних з нею стратегій, і учні вважають їх відносно легкими для сприйняття[36].
- Майже-подвоєння: такі суми, як 6 + 7 = 13 можна швидко вивести з стратегії подвоєння 6 + 6 = 12, додавши одиницю, або з 7 + 7 = 14, але віднімаючи одиницю[36].
- П'ять і десять: суми, які мають вигляд 5 + x і 10 + x, зазвичай запам'ятовуються рано і можуть бути використані для виведення інших фактів. Наприклад, 6 + 7 = 13 можна отримати з 5 + 7 = 12 шляхом додавання одиниці[36].
- Додавання до десятків: продвинута стратегія використовує 10 як проміжне значення для сум, що містять 8 або 9; наприклад, 8 + 6 = 8 + 2 + 4 = 10 + 4 = 14[36].

Коли учні дорослішають, вони запам’ятовують більше фактів і вчаться швидко й вільно виводити інші факти. Багато учнів ніколи не запам’ятовують усі факти, але все одно можуть швидко знайти будь-який базовий факт.

#### Перенесення
Стандартний алгоритм додавання багаторозрядних чисел полягає у вирівнюванні доданків по вертикалі та додаванні стовпців, починаючи зі стовпця одиниць справа. Виконують додавання цифр окремо в кожному стовпчику, починаючи з правого. Якщо сума цифр у стовпчику перевищує 10, додаткова цифра «переноситься» в наступний стовпець. Наприклад, у додаванні 27 + 59
```
  ¹
  27
+ 59
————
  86
```

7 + 9 = 16 і цифра 1 переноситься в наступний стовпчик. В альтернативному методі додавання починається з найбільш значущої цифри зліва; у цьому методі перенесення виконується дещо грубіше, але він дозволяє швидше отримати приблизну оцінки суми. Є багато інших альтернативних методів.
З кінця 20-го століття деякі освітні організації США, включаючи англ. TERC, вирішили видалити традиційний метод перенесення зі своїх навчальних програм. Це рішення було піддано критиці, тому деякі штати та округи не підтримали цей експеримент.

#### Додавання десяткових дробів
Спосіб додавання десяткових дробів є простою модифікацією описаного вище додавання багаторозрядних чисел. При додаванні в стовпчик дроби розташовують таким чином, щоб коми знаходилися рівно одна під одною. Якщо необхідно, до коротшого десяткового дробу можна дописати нулі справа і зліва (див. нуль у кінці і провідні нулі), щоб зробити його такої ж довжини, як і довший десятковий дріб. Отже, додавання здійснюється так само, як і в описаному вище способі додавання багаторозрядних чисел, тільки кома ставиться у відповіді саме там, де вона знаходиться в доданках.
Наприклад, суму 45,1 + 4,34 можна обчислити таким чином:
```
  45,10
+ 04,34
———————
  49,44
```

#### Експоненційний запис
В експоненційному записі числа записують у вигляді {\displaystyle x=a\times 10^{b}}, де {\displaystyle a} — мантиса і {\displaystyle 10^{b}} — експоненційна частина. Щоб додати два числа, записані в експоненційній формі, вони повинні мати однакову експоненційну частину.
Наприклад:
{\displaystyle 2.34\times 10^{-5}+5.67\times 10^{-6}=2.34\times 10^{-5}+0.567\times 10^{-5}=2.907\times 10^{-5}}

### Додавання в інших системах числення
Додавання чисел з іншими основами схоже на додавання в десятковій системі. Як приклад можна розглянути додавання у двійковій системі числення. Додавання двох однорозрядних двійкових чисел з використанням перенесення є доволі простим:
0 + 0 → 0
0 + 1 → 1
1 + 0 → 1
1 + 1 → 0, 1 переноситься (оскільки 1 + 1 = 2 = 0 + (1 × 21))
Додавання двох цифр «1» дає цифру «0», а 1 потрібно додати до наступного стовпчика. Це подібно до того, що відбувається в десятковій системі, якщо при додаванні певних одноцифрових чисел результат дорівнює або перевищує значення основи (10), цифра ліворуч збільшується:
5 + 5 → 0, 1 переноситься (оскільки 5 + 5 = 10 = 0 + (1 × 101))
7 + 9 → 6, 1 переноситься (оскільки 7 + 9 = 16 = 6 + (1 × 101))
Ця операція відома під назвою «перенесення». Коли результат додавання перевищує максимальне значення цифри, процедура полягає в тому, щоб «перенести» надлишок, поділений на основу (тобто на 10 в десятковій системі), ліворуч, додавши його до наступного розряду. Це пов'язано з тим, що значення в наступному розряді в {\displaystyle N} разів більше (у системі числення з основою {\displaystyle N}), ніж значення в поточному розряді. Перенесення працює так само і в двійковій системі:
```
  
1 1 1 1 1    (перенесені цифри)

    0 1 1 0 1
+   1 0 1 1 1
—————————————
  1 0 0 1 0 0 = 36
```

У цьому прикладі додаються два числа: 011012 (1310) і 101112 (2310). Верхній рядок показує перенесені цифри. Починаючи з крайнього правого стовпця: 1 + 1 = 102.1 переноситься ліворуч, а 0 записується внизу крайнього правого стовпця. Додається другий стовпчик справа: 1 + 0 + 1 = 102; 1 переноситься, а 0 записується в нижньому рядку. Третій стовпчик: 1 + 1 + 1 = 112. Цього разу 1 переноситься, а в нижньому рядку записується 1. У підсумку отримуємо остаточну відповідь 1001002 (3610).

### Комп'ютери
Аналогові комп'ютери працюють безпосередньо з фізичними величинами, тому їх механізми додавання залежать від форми доданків. Механічний суматор може представляти два доданки як позиції ковзних блоків, і в цьому випадку їх можна додати за допомогою важеля усереднення. Якщо доданками є швидкості обертання двох валів, їх можна додати за допомогою диференціала. Гідравлічний суматор може додавати тиски у двох камерах, використовуючи другий закон Ньютона, щоб врівноважити сили на системі поршнів. Найбільш типова ситуація для аналогового комп'ютера загального призначення — додавання двох напруг (відносно «землі»); просту реалізацію можна створити за допомогою схеми з резисторами, краща конструкція використовує операційний підсилювач.
Додавання також є фундаментальним для роботи цифрових комп'ютерів, де ефективність додавання, зокрема механізму перенесення, є важливим обмеженням для загальної продуктивності.

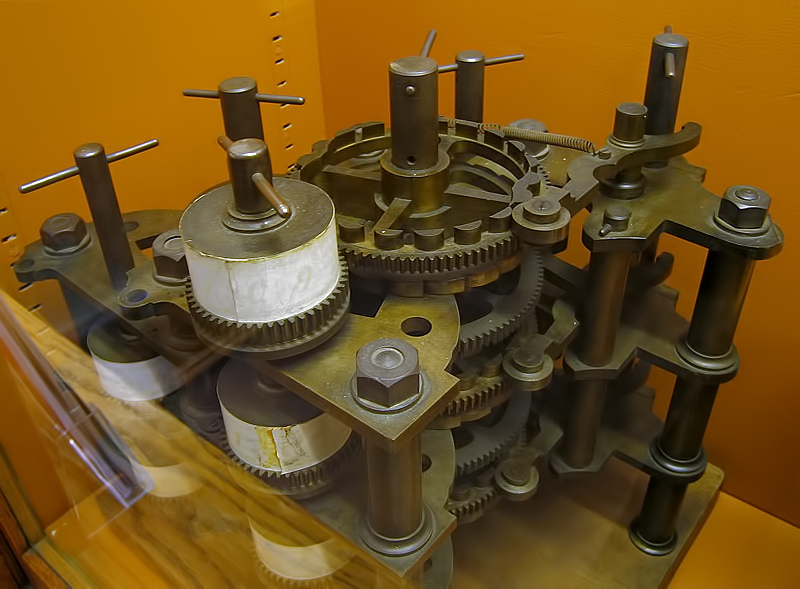
Частина різницевої машини Чарльза Беббіджа, яка містить механізми додавання та перенесення

Абак, який також називають лічильною рамкою, — це обчислювальний інструмент, який використовувався за століття до прийняття сучасної письмової системи числення і досі широко використовується купцями, торговцями та клерками в Азії, Африці та інших місцях; його походження сягає принаймні 2700-2300 років до нашої ери, коли він використовувався в Шумері.
Блез Паскаль винайшов механічний калькулятор у 1642 році; це була перша робоча додавальна машина. Він використовував механізм перенесення за допомогою сили тяжіння. Це був єдиний діючий механічний калькулятор у 17 столітті і найперший автоматичний цифровий комп'ютер. Калькулятор Паскаля був обмежений механізмом перенесення, який змушував його коліщатка обертатися лише в одну сторону, щоб він міг додавати. Для віднімання оператор мав використовувати доповнення калькулятора Паскаля, яке вимагало стільки ж кроків, скільки і додавання. Джованні де Полені продовжив справу Паскаля, створивши другий функціональний механічний калькулятор у 1709 році. Калькулятор був зроблений з дерева і міг автоматично множити два числа після налаштування.

Логічна схема «повного суматора», який додає дві двійкові цифри A і B, разом із вхідним сигналом перенесення C_{in}, створюючи біт суми S і вихідний сигнал перенесення C_{out}.

Суматори виконують додавання цілих чисел в електронних цифрових комп'ютерах, зазвичай використовуючи двійкову арифметику. Найпростіша архітектура — це суматор з каскадним перенесенням (англ. ripple-carry adder) який працює за стандартним багаторозрядним алгоритмом. Одним невеликим удосконаленням є дизайн суматора з пропуском перенесення, який діє подібним до людської інтуїції чином; він не виконує всі перенесення в сумі 999 + 1, а пропускає групу дев'яток і переходить одразу до відповіді.
На практиці обчислювальне додавання може бути досягнуто за допомогою побітових логічних операцій XOR та AND у поєднанні з операціями зсуву бітів, як показано в псевдокоді нижче. Обидві операції XOR і AND легко реалізувати в цифровій логіці, що дозволяє створювати схеми повного суматора, які, у свою чергу, можуть бути об'єднані в більш складні логічні операції. У сучасних цифрових комп'ютерах додавання цілих чисел зазвичай є найшвидшою арифметичною інструкцією, але воно має найбільший вплив на продуктивність, оскільки додавання лежить в основі всіх операцій з рухомою комою, а також таких базових завдань, як генерація адреси під час доступу до пам'яті і вибірка інструкцій в потоку керування. Щоб збільшити швидкість, сучасні комп'ютери обчислюють розряди паралельно; такі схеми називаються вибір перенесення (англ. carry select), передбачення перенесення і псевдоперенесення в суматорі Лінга. У більшості випадків реалізація додавання на комп'ютері є гібридом цих трьох схем. На відміну від додавання на папері, додавання на комп'ютері часто змінює доданки. На стародавньому абаку та дошках для додавання під час виконання операції додавання обидва доданки знищувалися, залишалась лише сума. Вплив абака на математичне мислення був настільки сильним, що ранні латинські тексти часто стверджували, що в процесі додавання «числа до числа» вони обидва зникають. У наш час інструкція ADD мікропроцесора замінює значення першого доданку сумою, другий доданок залишається без змін. У мові програмування високого рівня обчислення a + b не змінює ні a, ні b; якщо мета полягає в тому, щоб замінити a, то це потрібно явно вказати, як правило, за допомогою оператора a = a + b. Деякі мови програмування, такі як C або C++ дозволяють скоротити це до a += b.
```
// Ітеративний Алгоритм 

int
 
add
(
int
 
x
,
 
int
 
y
){

    
int
 
carry
 
=
 
0
;
  

    
while
 
(
y
 
!=
 
0
){
        

       
carry
 
=
 
AND
(
x
,
 
y
);
   
// Логічне AND 

       
x
     
=
 
XOR
(
x
,
 
y
);
   
// Логічне XOR

       
y
     
=
 
carry
 
<<
 
1
;
  
// зсув бітів перенесення вліво на один

   
}
 

   
return
 
x
;
   

}

// Рекурсивний Алгоритм

int
 
add
(
int
 
x
,
 
int
 
y
){

   
return
 
x
 
if
 
(
y
 
==
 
0
)
 
else
 
add
(
XOR
(
x
,
 
y
)
 
,
 
AND
(
x
,
 
y
)
 
<<
 
1
);
 

}

```

Якщо результат додавання занадто великий для збереження, то на комп'ютері відбувається арифметичне переповнення, яке призводить до неправильного результату. Непередбачуване арифметичне переповнення є доволі поширеною причиною програмних помилок. Такі помилки не завжди легко виявити і діагностувати, оскільки вони можуть виникати з дуже великими наборами вхідних даних, які з меншою ймовірністю будуть використані в перевірочних тестах. Проблема 2000 року була пов'язана з переповненням через використання 2-значного формату для років.

## Додавання чисел
Щоб довести звичайні властивості додавання, потрібно спочатку визначити додавання для відповідного контексту. Додавання спочатку визначається на натуральних числах. В теорії множин, додавання потім поширюється на все більші множини, які включають натуральні числа: цілі числа, раціональні числа та дійсні числа. (Історично в математичній освіті додавання додатних дробів вивчається перед тим, як розглядаються від'ємні числа).

### Натуральні числа
Існує два популярних способи визначення суми двох натуральних чисел a і b. Якщо визначити натуральні числа як потужності скінченних множин (потужність множини — це кількість елементів у множині), то доцільно визначити їхню суму наступним чином:
- Нехай N(S) — потужність множини S. Візьмемо дві множини A і B, що не перетинаються, причому N(A) = a і N(B) = b. Тоді a + b можна визначити як: {\displaystyle N(A\cup B)}[56].

Тут, {\displaystyle A\cup B} — це об'єднання множин A і B. В альтернативній версії цього визначення множини A і B можуть мати спільні елементи; в даному випадку використовується диз'юнктне об'єднання, механізм, що дозволяє відокремити загальні елементи і порахувати їх двічі.
Інше відоме визначення є рекурсивним:
- Нехай n+ — наступне за n натуральне число, наприклад 0+=1, 1+=2. Нехай a + 0 = a. Тоді загальна сума визначається рекурсивно: a + (b+) = (a + b)+. Звідси 1 + 1 = 1 + 0+ = (1 + 0)+ = 1+ = 2[57].

Крім того, у літературі є незначні варіації цього визначення. У буквальному розумінні наведене вище визначення є застосуванням теореми про рекурсію на частково впорядкованій множині N2. З іншого боку, деякі джерела вважають за краще використовувати теорему про обмежену рекурсію, яка застосовується лише до множини натуральних чисел. Тоді можна вважати a тимчасово «фіксованим», застосувати рекурсію до b щоб визначити функцію «a +», і вставити ці унарні операції разом для всіх a щоб сформувати повну бінарну операцію.
Це рекурсивне формулювання додавання було розроблено Дедекіндом ще в 1854 році, і він розширив його в наступні десятиліття. Він довів асоціативні та комутативні властивості, серед іншого, за допомогою математичної індукції.

### Цілі числа
Найпростіша концепція цілого числа полягає в тому, що воно складається з абсолютного значення (яке є натуральним числом) і знака (зазвичай додатного або від'ємного). Ціле число нуль є окремим третім випадком; нуль не є ні додатним, ні від'ємним. Відповідне визначення додавання повинно бути зроблено для кожного випадку:
- Для цілого числа n, нехай |n| — його абсолютне значення. Нехай a і b цілі числа. Якщо a або b дорівнює нулю, будемо вважати його нейтральним елементом. Якщо a і b обидва додатні, визначаємо a + b = |a| + |b|. Якщо a і b обидва від'ємні, визначаємо a + b = −(|a| + |b|). Якщо a і b мають різні знаки, визначаємо a + b як різницю між |a| і |b|, зі знаком виразу, абсолютне значення якого більше[61]. Наприклад, −6 + 4 = −2; оскільки −6 і 4 мають різні знаки, їхні абсолютні значення віднімаються, а оскільки абсолютне значення від'ємного виразу більше, відповідь буде від'ємною.

Хоча це визначення може бути корисним для конкретних задач, кількість випадків, які потрібно розглянути, ускладнює доказ без потреби. Тому для визначення додавання цілих чисел зазвичай використовується наступний метод. Він заснований на спостереженні, що кожне ціле число є різницею двох натуральних цілих чисел і що дві такі різниці, a – b і c – d рівні тоді і тільки тоді, коли a + d = b + c.
Отже, можна формально визначити цілі числа як класи еквівалентності впорядкованих пар натуральних чисел у відношенні еквівалентності
(a, b) ~ (c, d) тоді і тільки тоді, коли a + d = b + c.
Клас еквівалентності (a, b) містить (a – b, 0) якщо a ≥ b або (0, b – a) в протилежному випадку. Якщо n є натуральним числом, можна позначити клас еквівалентності (n, 0) як +n, а клас еквівалентності (0, n) як –n. Це дозволяє ототожнити натуральне число n з класом еквівалентності +n.
Додавання впорядкованих пар виконується шляхом додавання відповідних компонентів:
{\displaystyle (a,b)+(c,d)=(a+c,b+d).}
Пряме обчислення показує, що клас еквівалентності результату залежить лише від класів еквівалентності доданків, і, таким чином, це визначає додавання класів еквівалентності, тобто цілих чисел. Ще одне просте обчислення показує, що це додавання є таким же, як і наведене вище визначення.
Цей спосіб визначення цілих чисел як класів еквівалентності пар натуральних чисел можна використовувати для включення в групу будь-якої комутативної напівгрупи з властивістю скорочення. У цьому випадку напівгрупа утворена натуральними числами, а група є адитивною групою цілих чисел. Раціональні числа будуються аналогічно, беручи за напівгрупу ненульові цілі числа з множенням.
Ця конструкція також була узагальнена під назвою групи Гротендіка на випадок будь-якої комутативної напівгрупи. Без властивості скорочення гомоморфізм напівгрупи з напівгрупи в групу може бути неін'єктивним. Спочатку група Гротендіка була, більш конкретно, результатом застосування цієї конструкції до класів еквівалентностей за ізоморфізмами об'єктів  абелевої категорії, з прямою сумою як напівгруповою операцією.

### Раціональні числа (дроби)
Додавання раціональних чисел можна виконати за допомогою найменшого спільного знаменника, але концептуально простіше визначення передбачає лише додавання та множення цілих чисел:
- Визначимо {\displaystyle {\frac {a}{b}}+{\frac {c}{d}}={\frac {ad+bc}{bd}}.}

Наприклад,
{\displaystyle {\frac {1}{3}}+{\frac {1}{2}}={\frac {2}{6}}+{\frac {3}{6}}={\frac {5}{6}}}
{\displaystyle {\frac {3}{4}}+{\frac {1}{8}}={\frac {3\times 8+4\times 1}{4\times 8}}={\frac {24+4}{32}}={\frac {28}{32}}={\frac {7}{8}}}.
Додавати дроби з однаковими знаменниками набагато легше; в цьому випадку можна просто додати чисельники, залишивши знаменник без змін: {\displaystyle {\frac {a}{c}}+{\frac {b}{c}}={\frac {a+b}{c}}}, наприклад {\displaystyle {\frac {1}{4}}+{\frac {2}{4}}={\frac {1+2}{4}}={\frac {3}{4}}}.
Комутативність і асоціативність додавання раціональних чисел є простим наслідком законів цілочисельної арифметики. Більш строге і загальне визначення (див. у статті поле часток).

### Дійсні числа
Поширеним способом визначення множини дійсних чисел є доповнення Дедекінда множини раціональних чисел. Дійсне число визначається як переріз раціональних чисел Дедекінда: непорожня множина раціональних чисел, яка є замкнутою вниз і не має найбільшого елемента. Сума дійсних чисел a і b визначається поелементно:
- Визначимо {\displaystyle a+b=\{q+r\mid q\in a,r\in b\}}[65].

Це визначення було вперше опубліковано, у дещо модифікованому вигляді, Ріхардом Дедекіндом у 1872 році.
Комутативність та асоціативність додавання дійсних чисел очевидні; дійсне число 0 визначається як множина від'ємних раціональних чисел; легко побачити, що це нейтральний елемент. Ймовірно, найскладнішою частиною цієї конструкції, пов'язаної з додаванням, є визначення адитивних інверсій.

Додавання π^{2}/6 та e за допомогою послідовностей Коші раціональних чисел.

На жаль, робота з множенням перерізів Дедекінда є трудомістким процесом розгляду кожного окремого випадку, подібним до додавання цілих чисел зі знаком. Інший підхід полягає в метричному поповненні раціональних чисел. Дійсне число, по суті, визначається як границя послідовності раціональних чисел Коші, lim an. Додавання визначається поелементно:
- Визначаємо {\displaystyle \lim _{n}a_{n}+\lim _{n}b_{n}=\lim _{n}(a_{n}+b_{n})}[69].

Це визначення вперше було опубліковано Георгом Кантором, також у 1872 році, хоча його формалізм був дещо іншим. Маючи справу з ко-послідовностями Коші необхідно довести, що ця операція є чітко визначеною. Як тільки це завдання виконано, усі властивості дійсного додавання безпосередньо випливають із властивостей дійсних чисел. Крім того, інші арифметичні операції, включаючи множення, мають прості, аналогічні визначення.

### Комплексні числа

Додавання двох комплексних чисел можна здійснити геометрично, побудувавши паралелограм.

При додаванні комплексних чисел окремо додаються дійсні і уявні частини доданків Тобто:
{\displaystyle (a+bi)+(c+di)=(a+c)+(b+d)i.}
Використовуючи візуалізацію комплексних чисел на комплексній площині, додавання має наступну геометричну інтерпретацію: сума двох комплексних чисел A і B, інтерпретованих як точки комплексної площини, є точкою X, отриманою побудовою паралелограма, трьома вершинами якого є O, A і B. Еквівалентно, X це така точка, що трикутники з вершинами O, A, B, та X, B, A, є конгруентними.

## Узагальнення
Існує багато бінарних операцій, які можна розглядати як узагальнення операції додавання дійсних чисел. Такі узагальнені операції розглядаються в основному в абстрактній алгебрі, а також вони з'являються в теорії множин і теорії категорій.

### Абстрактна алгебра

#### Вектори
У лінійній алгебрі векторний простір — це алгебраїчна структура, яка дозволяє додавати будь-які два вектори та масштабувати вектори. Звичний векторний простір — це множина всіх упорядкованих пар дійсних чисел; впорядкована пара (a,b) інтерпретується як вектор від початку координат на евклідовій площині до точки (a,b) на цій площині. Сума двох векторів отримується додаванням їхніх індивідуальних координат:
{\displaystyle (a,b)+(c,d)=(a+c,b+d).}
Операція додавання є центральною в класичній механіці, в якій швидкості, прискорення та сили представлені векторами.

#### Матриці
Додавання матриць визначається для двох матриць однакових розмірів. Сума двох матриць m × n (вимовляється як «m на n») A і B, позначена A + B, знову є матрицею m × n, обчисленою шляхом додавання відповідних елементів:
{\displaystyle {\begin{aligned}\mathbf {A} +\mathbf {B} &={\begin{bmatrix}a_{11}&a_{12}&\cdots &a_{1n}\\a_{21}&a_{22}&\cdots &a_{2n}\\\vdots &\vdots &\ddots &\vdots \\a_{m1}&a_{m2}&\cdots &a_{mn}\\\end{bmatrix}}+{\begin{bmatrix}b_{11}&b_{12}&\cdots &b_{1n}\\b_{21}&b_{22}&\cdots &b_{2n}\\\vdots &\vdots &\ddots &\vdots \\b_{m1}&b_{m2}&\cdots &b_{mn}\\\end{bmatrix}}\\&={\begin{bmatrix}a_{11}+b_{11}&a_{12}+b_{12}&\cdots &a_{1n}+b_{1n}\\a_{21}+b_{21}&a_{22}+b_{22}&\cdots &a_{2n}+b_{2n}\\\vdots &\vdots &\ddots &\vdots \\a_{m1}+b_{m1}&a_{m2}+b_{m2}&\cdots &a_{mn}+b_{mn}\\\end{bmatrix}}\\\end{aligned}}}
Наприклад:
{\displaystyle {\begin{bmatrix}1&3\\1&0\\1&2\end{bmatrix}}+{\begin{bmatrix}0&0\\7&5\\2&1\end{bmatrix}}={\begin{bmatrix}1+0&3+0\\1+7&0+5\\1+2&2+1\end{bmatrix}}={\begin{bmatrix}1&3\\8&5\\3&3\end{bmatrix}}}

#### Модульна арифметика
У модульній арифметиці множина доступних чисел обмежується скінченною підмножиною цілих чисел, і додавання «обертається», коли досягається певне значення, яке називається модулем. Наприклад, множина цілих чисел за модулем 12 має дванадцять елементів; вона успадковує операцію додавання цілих чисел, яка є центральною для музичної теорії множин. Множина цілих чисел за модулем 2 складається лише з двох елементів; операція додавання, яку вона успадковує, відома в булевій логіці як функція «виключної диз'юнкції». Подібна операція «обертання» виникає в геометрії, де сума двох кутових мір часто вважається їхньою сумою як дійсних чисел за модулем 2π. Це означає операцію додавання на колі, яка, у свою чергу, узагальнює операції додавання на багатовимірних торах.

#### Загальна теорія
Загальна теорія абстрактної алгебри дозволяє розглядати будь-яку асоціативну і комутативну операцію над множиною як операцію «додавання». Основні алгебраїчні структури з такою операцією додавання включають комутативні моноїди та абелеві групи.

### Теорія множин і теорія категорій
Далекосяжним узагальненням додавання натуральних чисел є додавання порядкових і кардинальних чисел у теорії множин. Це дає два різні узагальнення додавання натуральних чисел до трансфінітних чисел. На відміну від більшості операцій додавання, додавання порядкових чисел не є комутативним. Однак додавання кардинальних чисел є комутативною операцією, тісно пов'язаною з операцією диз'юнктного об’єднання.
В теорії категорій, диз'юнктне об'єднання розглядається як окремий випадок операції кодобутку, а загальні кодобутки є, можливо, найбільш абстрактними з усіх узагальнень додавання. Деякі кодобутки, такі як пряма сума та клиноподібна сума, мають такі назви, щоб відобразити їх зв'язок із додаванням.

## Пов'язані операції
Додавання, разом з відніманням, множенням і діленням, вважається однією з основних операцій і використовується в елементарній арифметиці.

### Арифметика
Віднімання можна розглядати як різновид додавання, тобто додавання протилежного числа. Віднімання саме по собі є зворотним до додавання, оскільки додавання x і віднімання x є оберненими функціями.
На множині із операцією додавання не завжди можна визначити відповідну операцію віднімання; простим прикладом є множина натуральних чисел. З іншого боку, операція віднімання однозначно визначає операцію додавання, адитивну обернену операцію та адитивну тотожність; з цієї причини адитивну групу можна описати як множину, замкнуту щодо віднімання.
Множення можна розглядати як повторне додавання. Якщо один вираз x з'являється в сумі n разів, тоді сума є добутком n і x. Якщо n не є натуральним числом, добуток все одно може мати сенс; наприклад, множення на −1 дає в результаті протилежне число.

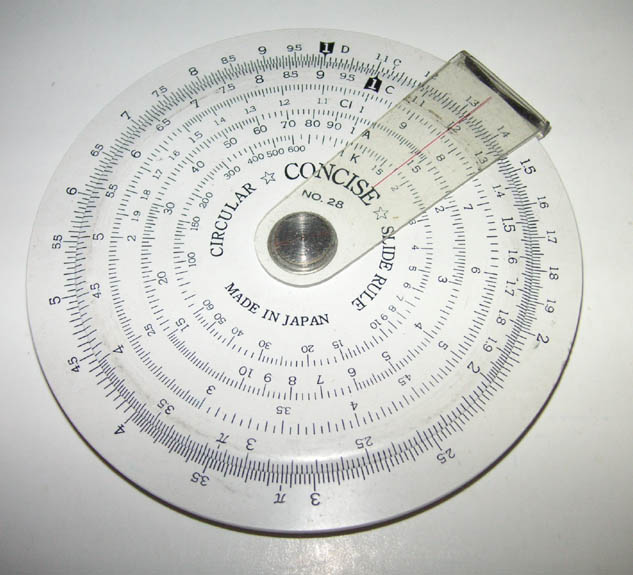
Кругова логарифмічна лінійка

Для дійсних і комплексних чисел додавання і множення можна замінити показниковою функцією:
{\displaystyle e^{a+b}=e^{a}e^{b}.}
Ця тотожність дозволяє виконувати множення, звертаючись до таблиці логарифмів; обчислення також можна проводити за допомогою логарифмічної лінійки. Ця формула є хорошим наближенням першого порядку в широкому контексті груп Лі, де вона пов'язує множення нескінченно малих елементів групи з додаванням векторів у пов'язаній алгебрі Лі.
Існує навіть більше узагальнень множення, ніж додавання. Загалом операції множення завжди розподіляються над додаванням; ця вимога формалізована у визначенні кільця. У деяких контекстах, таких як цілі числа, дистрибутивності над додаванням і існування мультиплікативної тотожності достатньо, щоб однозначно визначити операцію множення. Дистрибутивність також надає інформацію про додавання; розгорнувши добуток (1 + 1)(a + b) обома способами, можна зробити висновок, що додавання має бути комутативним. З цієї причини додавання в кільці є загалом комутативним.
Ділення — це арифметична дія, віддалено пов'язана з додаванням. Оскільки a/b = a(b−1), ділення є дистрибутивним справа над додаванням: (a + b) / c = a/c + b/c. Однак ділення не є дистрибутивним зліва над додаванням; 1 / (2 + 2) не те саме, що 1/2 + 1/2.

### Порядок величин

Графік у масштабі log-log x + 1 і max (x, 1) від x = 0.001 до 1000

Операція знаходження максимуму «max (a, b)» є бінарною операцією, подібною до додавання. Насправді, якщо два невід'ємних числа a і b мають різні порядки, то їх сума приблизно дорівнює максимуму. Це наближення є надзвичайно корисним у застосуваннях математики, наприклад, у скороченні рядів Тейлора. Водночас, це створює постійну складність у чисельному аналізі, оскільки «max» не є оборотнім. Якщо b набагато більше, ніж a, то пряме обчислення (a + b) − b може накопичити неприйнятну похибку округлення, можливо, навіть повернути нуль. Див. також нищівне скасування.
Наближення стає точним у своєрідній нескінченній границі; якщо a або b є нескінченним кардинальним числом, їх кардинальна сума точно дорівнює більшому з двох. Відповідно, для нескінченних кардиналів не існує операції віднімання.
Операція знаходження максимуму є комутативною та асоціативною, як і додавання. Більше того, оскільки додавання зберігає порядок дійсних чисел, додавання є дистрибутивним  над «max» так само, як множення є дистрибутивним над додаванням:
{\displaystyle a+\max(b,c)=\max(a+b,a+c).}
З цих причин у тропічній геометрії множення замінюють додаванням, а додавання — знаходженням максимуму. У цьому контексті додавання називається «тропічним множенням», знаходження максимуму — «тропічним додаванням», а тропічним нейтральним елементом є від'ємна нескінченність. Деякі автори вважають за краще замінювати додавання знаходженням мінімуму; в цьому випадку нейтральним елементом є додатна нескінченність.
Об'єднавши ці спостереження, можна зробити висновок, що тропічне додавання пов'язане з звичайним додаванням наближеною рівністю з використанням логарифмів:
{\displaystyle \log(a+b)\approx \max(\log a,\log b),}
яка стає точнішою зі збільшенням основи логарифма. Наближення можна зробити точним, якщо винести постійну h, названу за аналогією з сталою Планка з квантової механіки, і взявши «класичну границю» коли h прямує до нуля:
{\displaystyle \max(a,b)=\lim _{h\to 0}h\log(e^{a/h}+e^{b/h}).}
У цьому сенсі операція знаходження максимуму є деквантованою версією додавання.

### Інші способи додавання
Операція інкременту, також відома як операція наступника — це додавання 1 до числа.
Сума описує додавання будь-якої кількості чисел, зазвичай більше двох. Це включає ідею суми одного числа, яка є самим числом, і порожню суму, яка є нулем. Нескінченне сума є особливою процедурою, яка називається рядом.
Лічба скінченної множини еквівалентна додаванню 1 під час ітерації по кожному елементу множини.
Інтегрування є різновидом «підсумовування» по континууму, або, більш точніше, по диференційовному многовиду. Інтегрування по нульвимірному многовиду зводиться до підсумовування.
Лінійна комбінація поєднують множення і підсумовування; це суми, у яких кожен член має множник, як правило дійсне або комплексне число. Лінійні комбінації особливо корисні в ситуаціях, де пряме додавання порушує певне правило нормалізації, наприклад змішані стратегії у теорії ігор або суперпозиція станів у квантовій механіці.
Згортка використовується для додавання двох незалежних випадкових величин, визначених функціями розподілу. Звичайне визначення згортки поєднує інтегрування, віднімання та множення. Загалом, згортка корисна як різновид додавання по області визначення; навпаки, векторне додавання є різновидом додавання по області значень.

## Пояснювальні примітки
1. ↑  Addend не є латинським словом; в латинській мові воно має бути додатково сполучене, як у numerus addendus («число, яке потрібно додати»).
2. ↑  Деякі автори вважають, що термін «перенесення» може бути невідповідним для освіти; Ван де Валле (с. 211) називає його «застарілим і концептуально оманливим», віддаючи перевагу слову «обмін» (англ. trade). Однак «перенесення» (англ. carry) залишається стандартним терміном.

## Подальше читання
- Baroody, Arthur; Tiilikainen, Sirpa (2003). The Development of Arithmetic Concepts and Skills. Two perspectives on addition development. Routledge. с. 75. ISBN 0-8058-3155-X.
- Davison, David M.; Landau, Marsha S.; McCracken, Leah; Thompson, Linda (1999). Mathematics: Explorations & Applications (вид. TE). Prentice Hall. ISBN 978-0-13-435817-8.
- Bunt, Lucas N.H.; Jones, Phillip S.; Bedient, Jack D. (1976). The Historical roots of Elementary Mathematics. Prentice-Hall. ISBN 978-0-13-389015-0.
- Poonen, Bjorn (2010). Addition. Girls' Angle Bulletin. 3 (3–5). ISSN 2151-5743.
- Weaver, J. Fred (1982). Addition and Subtraction: A Cognitive Perspective. Addition and Subtraction: A Cognitive Perspective. Interpretations of Number Operations and Symbolic Representations of Addition and Subtraction. Taylor & Francis. с. 60. ISBN 0-89859-171-6.